# Daniela Neunast
Daniela Neunast (Potsdam, 19 settembre 1966) è un'ex canottiera tedesca.

## Palmarès

### Olimpiadi
- 2 medaglie:
  - 1 oro (Seul 1988 nell'otto[1])
  - 1 bronzo (Barcellona 1992 nell'otto[2])

### Mondiali
- 4 medaglie:
  - 1 oro (Hazewinkel 1985 nel quattro con[1])
  - 2 argenti (Nottingham 1986 nell'otto[1]; Bled 1989 nell'otto[1])
  - 1 bronzo (Roudnice 1993 nell'otto[2])